# Championnat de Madagascar d'échecs
Le championnat de Madagascar d'échecs est la compétition d'échecs organisée par la Fédération malgache du jeu d'échecs (FMJE), qui a été initialement fondée en 1970 et pour la dernière fois relancée en 2008 après une décennie d'inactivité. La première édition du championnat national s'est tenue en 1994. Il existe également un championnat de Madagascar d'échecs féminin distinct, dont la première édition s'est tenue en 2009.

## Vainqueurs du championnat mixte
Les différents vainqueurs du championnat de Madagascar d'échecs sont :
| Année | Vainqueur                   |
| ----- | --------------------------- |
| 1994  | Jean Paul Randrianasolo     |
| 1995  | Jean Loup Foucault          |
| 1996  | Jean Loup Foucault          |
| 1997  | Lalanirina Randriantseheno  |
| 1998  | Liva Rabenandrasana         |
| 2008  | Alain Ranaivoharisoa        |
| 2009  | Alain Ranaivoharisoa        |
| 2010  | Alain Ranaivoharisoa        |
| 2011  | Faniry Rajaonarison         |
| 2012  | Alain Ranaivoharisoa        |
| 2013  | Fy Antenaina Rakotomaharo   |
| 2014  | Miora Andriamasoandro[3]    |
| 2015  | Faniry Rajaonarison[4]      |
| 2016  | Faniry Rajaonarison[5]      |
| 2017  | Faniry Rajaonarison         |
| 2018  | Fy Antenaina Rakotomaharo   |
| 2019  | Heritiana Andrianiaina      |
| 2020  | (Période Covid)             |
| 2021  | Heritiana Andrianiaina      |
| 2022  | Heritiana Andrianiaina      |
| 2023  | Miora Andriamasoandro       |
| 2024  | Toavina Razanadrakotoarisoa |

## Lauréates du championnat féminin
| Année | Vainqueur[2]                  |
| ----- | ----------------------------- |
| 2009  | Irma Randrianasolo            |
| 2010  | Johanne Ramaniraka            |
| 2011  | Sabine Ravelomanana           |
| 2012  | Sabine Ravelomanana           |
| 2013  | Christine Razafindrabiaza     |
| 2014  | Faratiana Raharimanana[6]     |
| 2015  | Sabine Ravelomanana[7]        |
| 2016  | Lalaina Razafimahefa Vololona |
| 2017  | Sabine Ravelomanana           |
| 2018  | Irina Andriantsiferana        |
| 2019  | Christine Razafindrabiaza     |
| 2020  | (Période Covid)               |
| 2021  | Faratiana Raharimanana        |
| 2022  | Faratiana Raharimanana        |
| 2023  | Faratiana Raharimanana        |
| 2024  | ###                           |